# Calle de Cedaceros
La calle de Cedaceros es una calle del distrito Centro de Madrid, que conecta la calle de Alcalá con la carrera de San Jerónimo. 

## Descripción
Con tal denominación figuraba tanto en el plano de Teixeira (1656) como en el de Espinosa (1769). Debía su nombre a las tiendas que instalaron aquí los fabricantes de cedazos y de cribas. Se conservan antecedentes de construcciones particulares desde 1760. En 1895 cambió el nombre por el del político, orador y alcalde de Madrid, Nicolás María Rivero (1814-1878). A pesar del cambio de denominación, popularmente seguía siendo conocida por Cedaceros, por ello, en 1943 recuperó su tradicional denominación.
En la esquina de la calle Cedaceros y Alcalá, en aquel entonces Palacio de la Condesa-Duquesa de Benavente, murió en 1794 don Ramón de la Cruz.

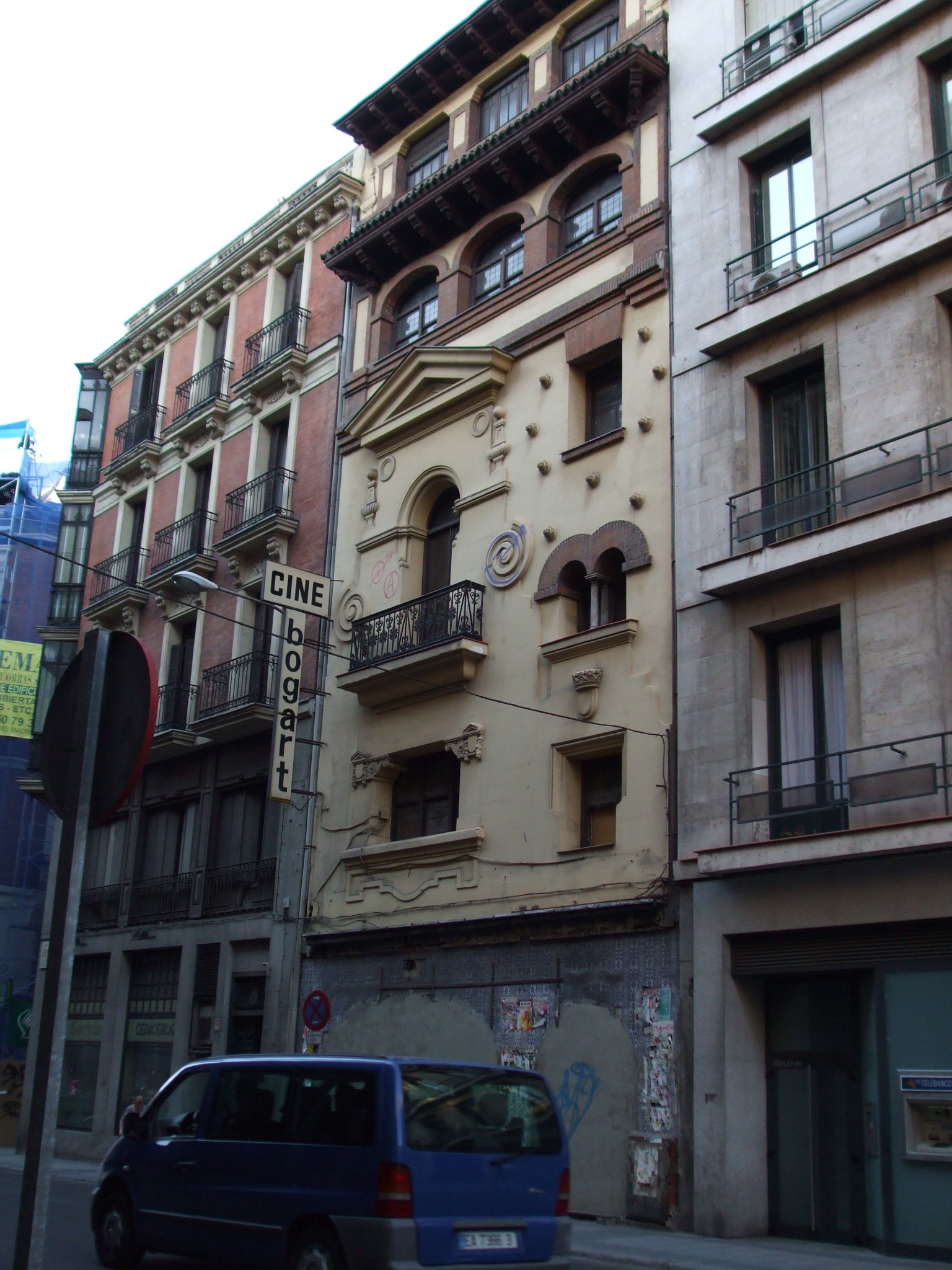
Cedaceros 7: antiguo cine Bogart; en 2015 fue reconvertido en cabaret.

En el número 7 se encontraba el Cine Bogart, reconvertido en la actualidad en un cabaret o club. El edificio se construyó en 1907 bajo la batuta arquitectónica de Luis López López. Se usó como cine y sala de espectáculos de variedades bajo el nombre Salón Madrid. En 1916 pasó a ser un frontón, en 1920 en el Teatro Rey Alfonso y posteriormente, en las décadas de 1960 y 1970 pasó a denominarse Teatro Arniches. En la década de 1980 pasó a ser el Cine Bogart. En 1996 y 1997 albergó las dos primeras ediciones del festival de cine LesGaiCineMad. En 2001 el edificio cerró sus puertas y se abandonó, siendo reclamado por colectivos okupas en 2006 para su reutilización como espacio cultural. En 2015 fue reabierto por una sociedad de empresarios como salón cabaret con cierta polémica, pero finalmente se estableció como un local de eventos culturales y privados bajo el nombre de El Principito, donde durante 2015 y 2016 fue conocido por alojar la exclusiva sesión Cha Cha Club generalmente reservada para los altos miembros del mundo del espectáculo español.
En el número 6, Antonio Palacios tuvo su estudio de arquitectura. En la actualidad se conserva únicamente la fachada, a la espera de su reconversión a oficinas.